# شلال هوكو

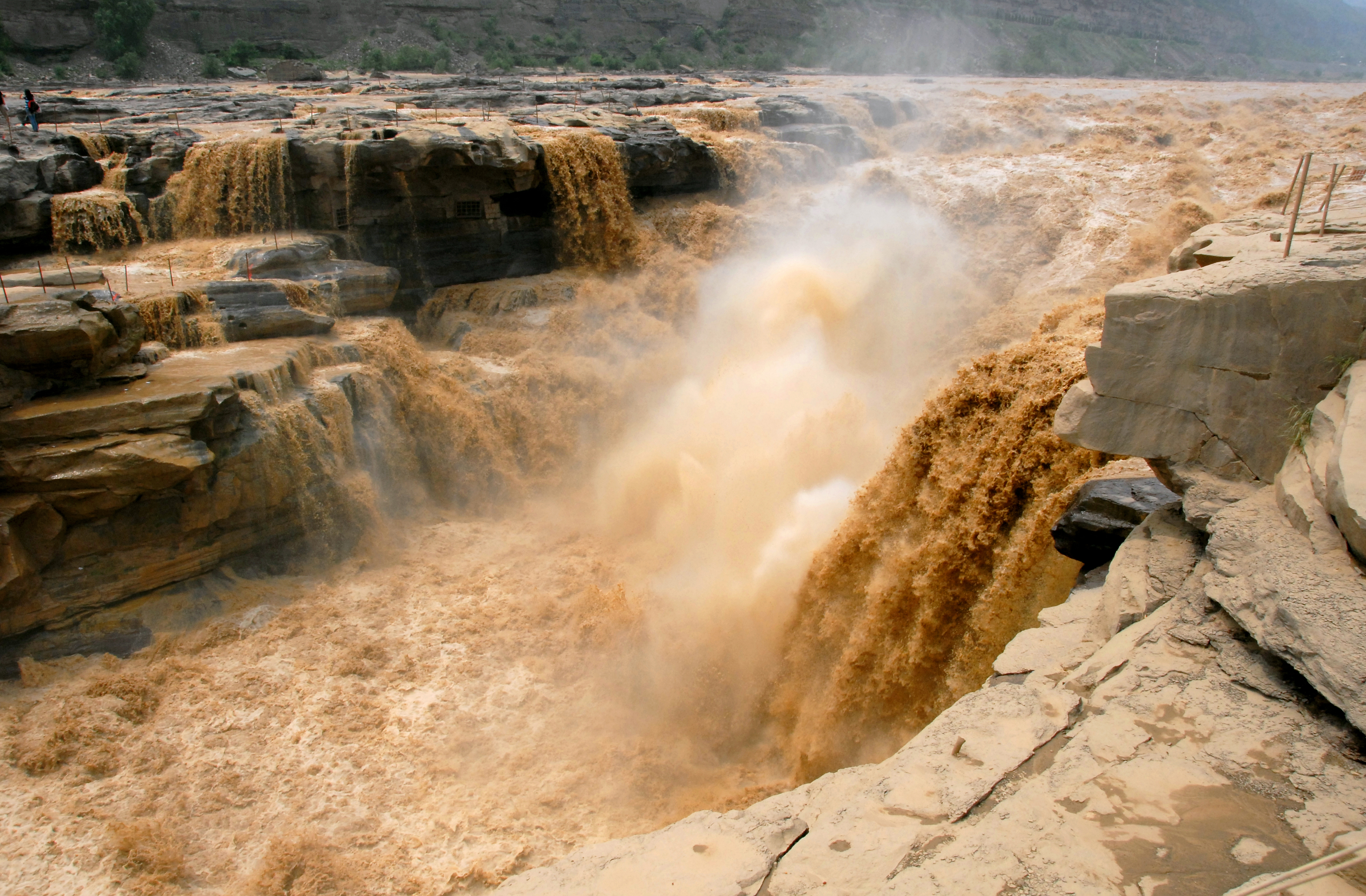
شلال هوكو عام 2008

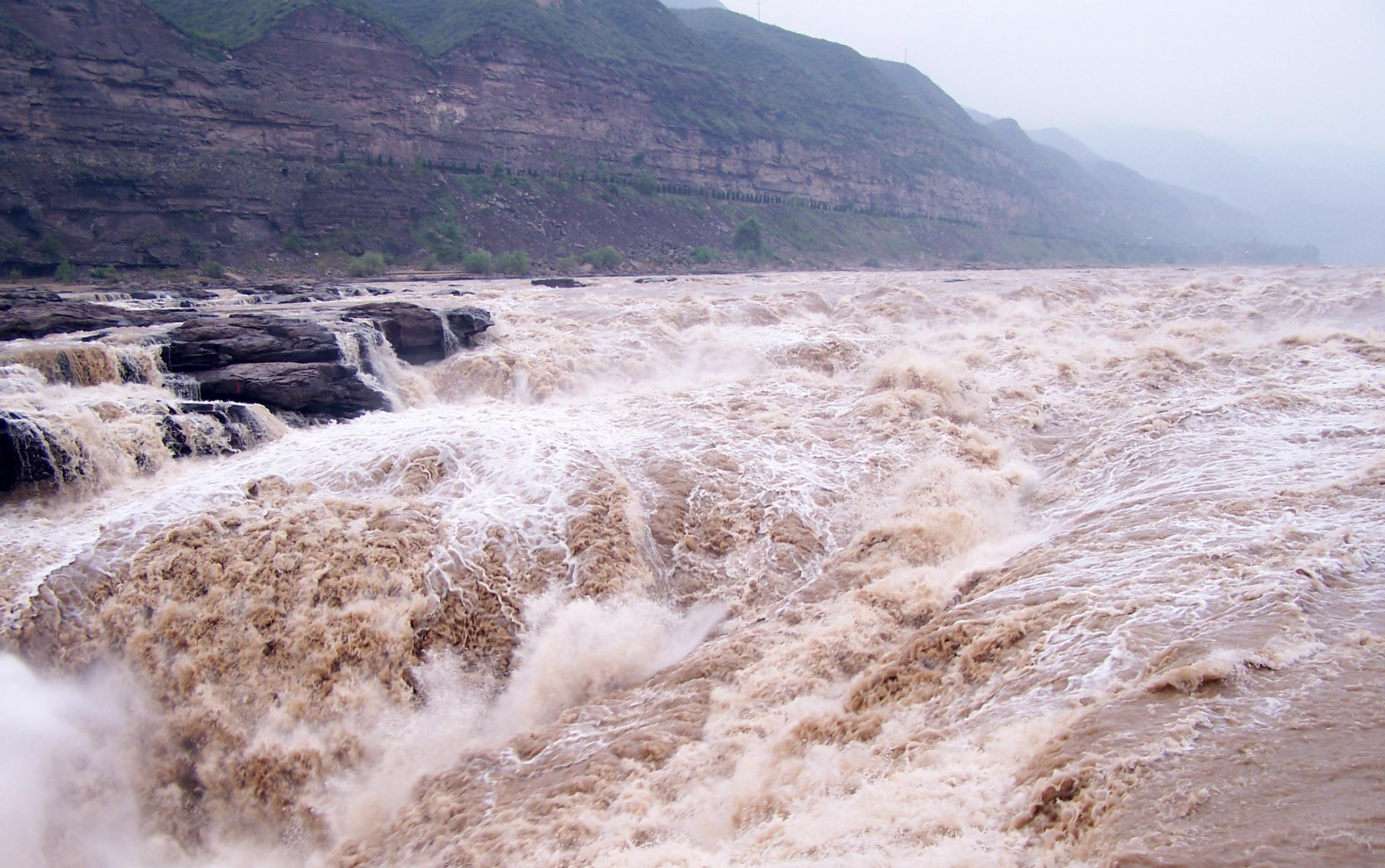
شلال هوكو عام 2005

شلال هوكو هو أكبر شلال في النهر الاصفر في الصين .وثاني أكبر شلال في الصين بعد شلال هانقانقوشو.يقع شلال هوكو في نقطة التقاطع بين اقليم شانشي واقليم شنشي. يبعد شلال هوكو 165كيلو متر (103 ميل)عن غرب مدينة فنشي، و50كيلو متر(31ميل) عن ييتشوان. يجري شلال هوكو عندما يتدفق الماء من الروافد الوسطى من النهر الأصفر إلى جينكسيا جراند كانيون.يختلف عرض الشلال باختلاف المواسم، فغالباً يكون عرضه30متر(98قدم) ولكن يزيد العرض إلى 50متر(164 قدم) في مواسم الفيضانات.يصل ارتفاع الشلال إلى أكثر من 20متر(66قدم). وعندما يقترب النهر الأصفر من جبل هوكو، تسد الجبال النهر من الجهتين فيضيق عرضه إلى 20متر(66قدم)-30متر (98قدم).اما عندما تزيد سرعة الماء فإنه يندفع إلى فتحة ضيقة في وسط جرف، مما يكون شلالاً ارتفاعه 15متر(49قدم)وعرضه 20متر(66قدم)كما لو كانت المياه تنهمر من إبريق شاي ضخم. ومن هنا أخذ الشلال اسمه ويعني حرفياً فم الدورق.
يوجد حجر لامع يسمى قويشي يقع أسفل الشلال.الحجر يتحرك صعوداً وهبوطاً وفقاً لمستوى الماء وهذا مما يجعل الحجر خفي.بغض النظر عن كمية الماء الحجر دائما يكون خفي أو مرئي جزئيا.
هناك صخرة ضخمه تلفت نظر السياح وتقع في وسط النهر وتبعد 3000متر(9843قدم)من شلال هوكو.
تحت الشلال يوجد جسر كولينقو الذي يربط إقليمي شانشي وشنشي.وعند الشروق، الضباب ينكسر بواسطة ضوء الشمس فيكون قوس قزح.في عام 1991م كان شلال هوكو واحداً من افضل40 موقع سياحي وطني.
كان من الصعب الدخول إلى شلال هوكو بسبب خطورة موقعه حيث انه يقع في هضبة اللوس.وبعد ذلك، طورت الحكومة المحلية وسائل المواصلات والمرافق السياحية مما أدى إلى زيادة عدد السياح من20000سائح في عام 1994م إلى 47000سائح في عام 1995م.

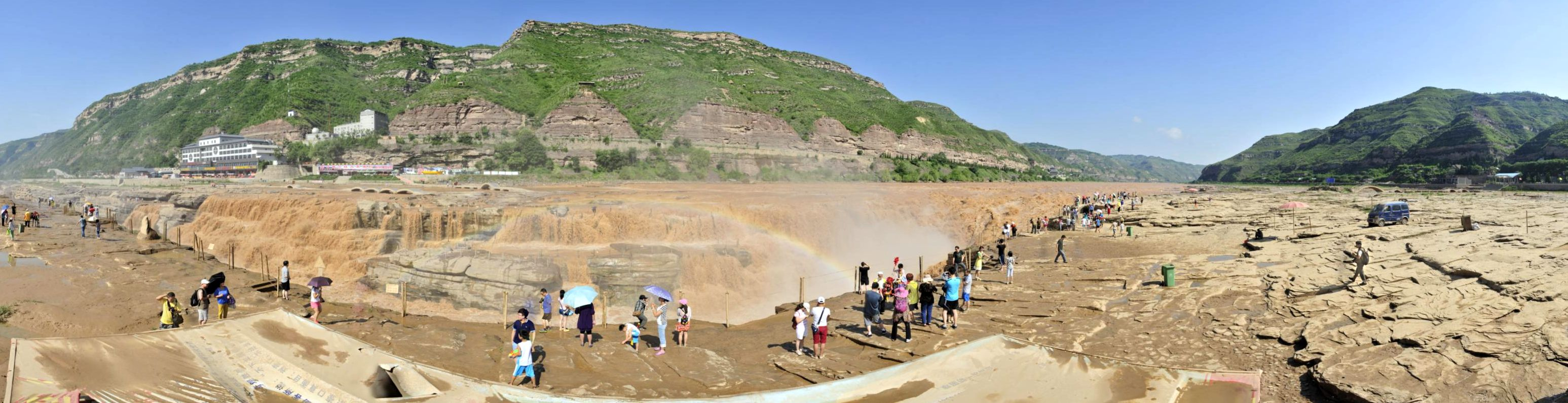
شلال هوكو عام 2014